# 小行星7233
小行星7233（7233 Majella）是一颗围绕太阳公转的小行星。1986年3月7日，喬瓦尼·德·桑蒂斯在拉西拉天文台发现了此天体。
这颗小行星的绝对星等为213.2492070457629等。